# Herpetocypris brevicaudata
Herpetocypris brevicaudata är en kräftdjursart som beskrevs av Kaufmann 1900. Herpetocypris brevicaudata ingår i släktet Herpetocypris och familjen Cyprididae. Inga underarter finns listade i Catalogue of Life.